# Modoc (Illinois)
Modoc és una comunitat no incorporada al comtat de Randolph, Illinois, EUA, ubicada a quatre milles al sud-est de Prairie du Rocher sota els penyals del riu Mississipi. El Modoc Rock Shelter, un National Historic Landmark (NHL, ~lloc històric nacional) dels EUA, es troba a prop de Modoc i el ferri Ste. Genevieve-Modoc seguint el riu Mississipi connecta Modoc i les comunitats circumdants amb Sainte Genevieve (Missouri).

## Geografia
Modoc es troba a38° 3′ 9″ N, 90° 2′ 14″ O / 38.05250°N,90.03722°O (38,0525522 -90,0373334). D'acord al cens del 2000 la població de l'àrea era de 221 habitants.

Segons el cens del 2000 tenia 221 habitants, 96 habitatges, i 61 famílies residint a l'àrea de tabulació del codi postal (ZIP Code Tabulation Area, ZCTA) de Modoc. La composició racial era del 98,6% dels blancs i de l'1,4% de dues o més races.
Dels 96 habitatges, en un 29,2% hi vivien menors de 18 anys, en un 55,2% hi vivien parelles casades, en un 6,3% dones solteres i en un 36,5% no eren unitats familiars. En el 34,4% dels habitatges hi vivien persones soles l'11,5% de les quals corresponia a persones de 65 anys o més vivint soles. El nombre mitjà de persones vivint en cada habitatge era de 2,30 i el nombre mitjà de persones que vivien a cada família era de 2,97.
A la ZCTA la població es repartia amb un 25,7% menors de 18 anys, un 61,9% entre 19 i 64 i un 12,4% 65 anys o més. L'edat mediana era de 41,3 anys. La població és d'un 49,8% d'homes i un 50,2% de dones.
La renda mediana per habitatge era de 34.286 $ i la renda mediana per família de 43.558 $. La renda per capita de la ZCTA era de 15.081 $.